# Stephen Gerard Bowen
Stephen Gerard Bowen (Cohasset, Massachusetts, 1964. február 13. –) amerikai mérnök, űrhajós, kapitány. Az első tengeralattjárós tiszt, akit a NASA kiválasztott, de a második a világűrben. Az első és egyetlen űrhajós aki egymást követő űrsikló küldetésen vett részt.

## Életpálya
1986-ban a Haditengerészeti Akadémián (USAF Academy) villamosmérnöki diplomát szerzett. 1993-ban a Massachusetts Institute of Technology (MIT) keretében megvédte diplomáját. 1997-től az Egyesült Államok Különleges Műveleti Parancsnokság (USSOCOM) tisztje.
2000. július 26-tól a Lyndon B. Johnson Űrközpontban részesült űrhajóskiképzésben. Egy űrszolgálata alatt összesen 40 napot, 10 órát, 04 percet és 37 másodpercet (970 óra) töltött a világűrben. Hét űrséta (kutatás, szerelés) alatt összesen 47 órát és 18 percet töltött a világűrben.

## Űrrepülések
- STS–126 az Endeavour űrrepülőgép 22. repülésének küldetésfelelőse. Fő feladat személyzet- és logisztikai árú (víz, élelmiszer, ruházat, személyes tárgyak, orvosi- eszközök, berendezések, kutatási- kísérleti anyagok és eszközök) szállítása. Második űrszolgálata alatt összesen 15 napot, 20 órát, 29 percet és 37 másodpercet (380 óra) töltött a világűrben. Három űrséta alatt összesen 19 órát és 56 percet töltött a világűrben. 10 645 986 kilométert (6 615 109 mérföldet) repült, 251 alkalommal kerülte meg a Földet.
- STS–132, az Atlantis űrrepülőgép 32., repülésének küldetésfelelőse. Feladat volt a külső szerelési műveleteket támogató Integrated Cargo Carrier–Vertical Light Deployable (ICC-VLD) eszköz és a Mini Research Module-1 (MRM1) feljuttatása a Nemzetközi Űrállomásra.  Második űrszolgálata alatt összesen 11 napot, 18 órát, 29 percet és 9 másodpercet (282 óra) töltött a világűrben. Két űrséta alkalmával összesen 14 óra és 34 percet töltött a világűrben. 7 853 563 kilométert (4 879 978 mérföldet) repült, 186 alkalommal kerülte meg a Földet
- STS–133 a Discovery űrrepülőgép 39. repülésének küldetésfelelőse. Harmadik űrszolgálata alatt összesen 12 napot, 19 órát és 04 percet (307 óra) töltött a világűrben. Két űrséta alkalmával összesen 12 óra és 48 percet töltött a világűrben. 8 536 190 kilométert (5 304 140 mérföldet) repült, 202 alkalommal kerülte meg a Földet.